# 전동석
전동석(全東奭, 1988년 2월 6일 ~ )은 대한민국의 뮤지컬 배우이다. 2009년에 뮤지컬 《노트르담 드 파리》로 데뷔하였다.